# البرهان السلمي
البرهان السلمي برهان في علم المثلثات.

## تعريف
قالوا الأبعاد متناهية للبرهان السّلمي، وهو أن نفرض ساقي مثلثين خرجا من نقطة واحدة كيف اتفق، أي سواء كان الانفراج بقدر الامتداد أو أزيد أو أنقص، فللانفراج إلى الساقين نسبة محفوظة بالغا ما بلغ. فلو ذهب السّاقان إلى غير النهاية لكان ثمة بعد متناه هو الامتداد الأول، نسبته إلى غيرالمتناهي وهو الامتداد الذاهب إلى غير النهاية نسبة المتناهي وهو الانفراج الأول إلى المتناهي وهو الانفراج بينهما حال ذهابهما إلى غيرالنهاية وهذا خلف، لأنه يلزم انحصار ما لا يتناهى بين الحاصرين، إذ الانفراج لا بدّ أن يكون متناهيا لكونه محصورا بين حاصرين وهما الساقان؛ مثلا إذا امتد الساقانعشرة أذرع وكان الانفراج بينهما حينئذ ذراعا، فإذا امتداد عشرين كان الانفراج ذراعين قطعا، وإذا امتدّا ثلاثين كان الانفراج ثلاثة أذرع وهكذا، وهذا معنى نسبة الانفراج إليهما وحينئذ يكون نسبة المتناهي وهو الامتداد الأول أعني العشرة إلى غير المتناهي وهو امتداد الخطّين الذاهب إلى غير النهاية كنسبة المتناهي هو الانفراج الأول أعني الذراع الواحد إلى المتناهي وهو الانفراج بينهماحال ذهابهما إلى غير النهاية، لما مرّ أنّ نسبة الامتداد إلى الامتداد كنسبة الانفراج إلى الانفراج، وهذا خلف لأن نسبة المتناهي إلى المتناهي معينة ويستحيل ذلك بين المتناهي وغير المتناهي. هذا هو البرهان السّلمي على الإطلاق. وأمّا مع زيادة التلخيص فهو أنّا نفرض من نقطة ما خطّين ينفرجان بحيث يكون الانفراج بينهما بقدر الامتداد، فإذا ذهبا إلى غير النهاية كان البعد بينهما غير متناه أيضا بالضرورة، واللازم باطل لأنّه محصور بين حاصرين، والمحصور بين حاصرين يمتنع أن لا يكون له نهاية ضرورة.